# Іванов Артем Едуардович
Артем Едуардович Іванов (рос. Артём Эдуардович Иванов; 30 травня 1991, Февральськ, РРФСР — 28 вересня 2022, Куп'янськ, Україна)— російський офіцер, старший лейтенант ЗС РФ. Герой Російської Федерації.

## Біографія
В 2008 році закінчив Смоленську середню школу №33, в 2013 році — командний факультет Військової академії військ ППО, після чого служив в частинах ППО. Учасник вторгнення в Україну, командир 1-го взводу 2-ї батареї зенітного ракетно-артилерійського дивізіону 27-ї окремої мотострілецької бригади. Загинув у бою.

## Нагороди
- Медалі
- Звання «Герой Російської Федерації» (21 червня 2023, посмертно) — «за мужність і героїзм, проявлені під час виконання військового обов'язку.» 26 липня 2024 року медаль «Золота зірка» була передана рідним Іванова губернатором Смоленської області Василем Анохіним.